# Dourdou de Conques
Pour les articles homonymes, voir Conques (homonymie).
Ne doit pas être confondu avec le Dourdou de Camarès, affluent du Tarn
Le Dourdou de Conques est une rivière française qui parcourt le département de l'Aveyron, dans la région Occitanie. C'est un affluent du Lot en rive gauche, donc un sous-affluent de la Garonne.

## Géographie
De 83,7 km de longueur, le Dourdou de Conques prend sa source dans la commune de Lassouts et se jette dans le Lot en rive gauche, en aval de la localité de Grand-Vabre.
Il ne faut pas le confondre avec le Dourdou de Camarès.

### Départements et communes traversés
- Aveyron : Lassouts, Palmas d'Aveyron, Gabriac, Bertholène, Bozouls, Rodelle, Muret-le-Château, Villecomtal, Mouret, Pruines, Nauviale, Conques-en-Rouergue (communes déléguées : Conques, Saint-Cyprien-sur-Dourdou,et Grand-Vabre),

## Principaux affluents
| - Ruisseau de Cabassat : 5,6 km - Ruisseau de Gibrou : 5,2 km - Ruisseau de Bor : 5,9 km - Ruisseau de Cadigars : 4,9 km - Le Créneau : 18,4 km - Ruisseau de la Bindouyre : 11,1 km | - Ruisseau de la Daze : 4,9 km - Le Duzou : 10,5 km - L'Ouche : 9,9 km - Ruisseau de Sainte-Anne : 6,8 km - Ruisseau de Moulidiès : 5,3 km |

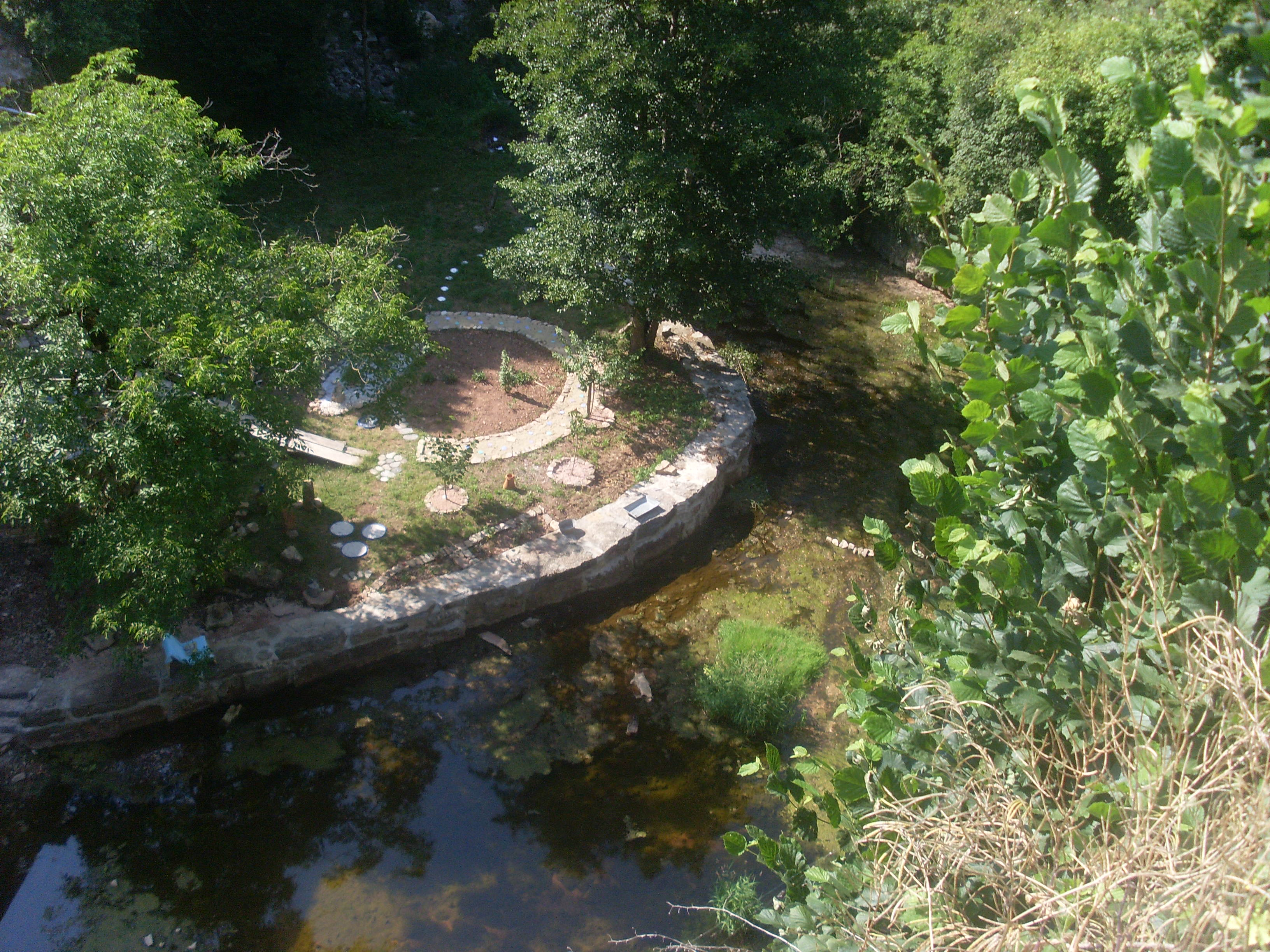
Le Dourdou de Conques au trou de Bozouls.
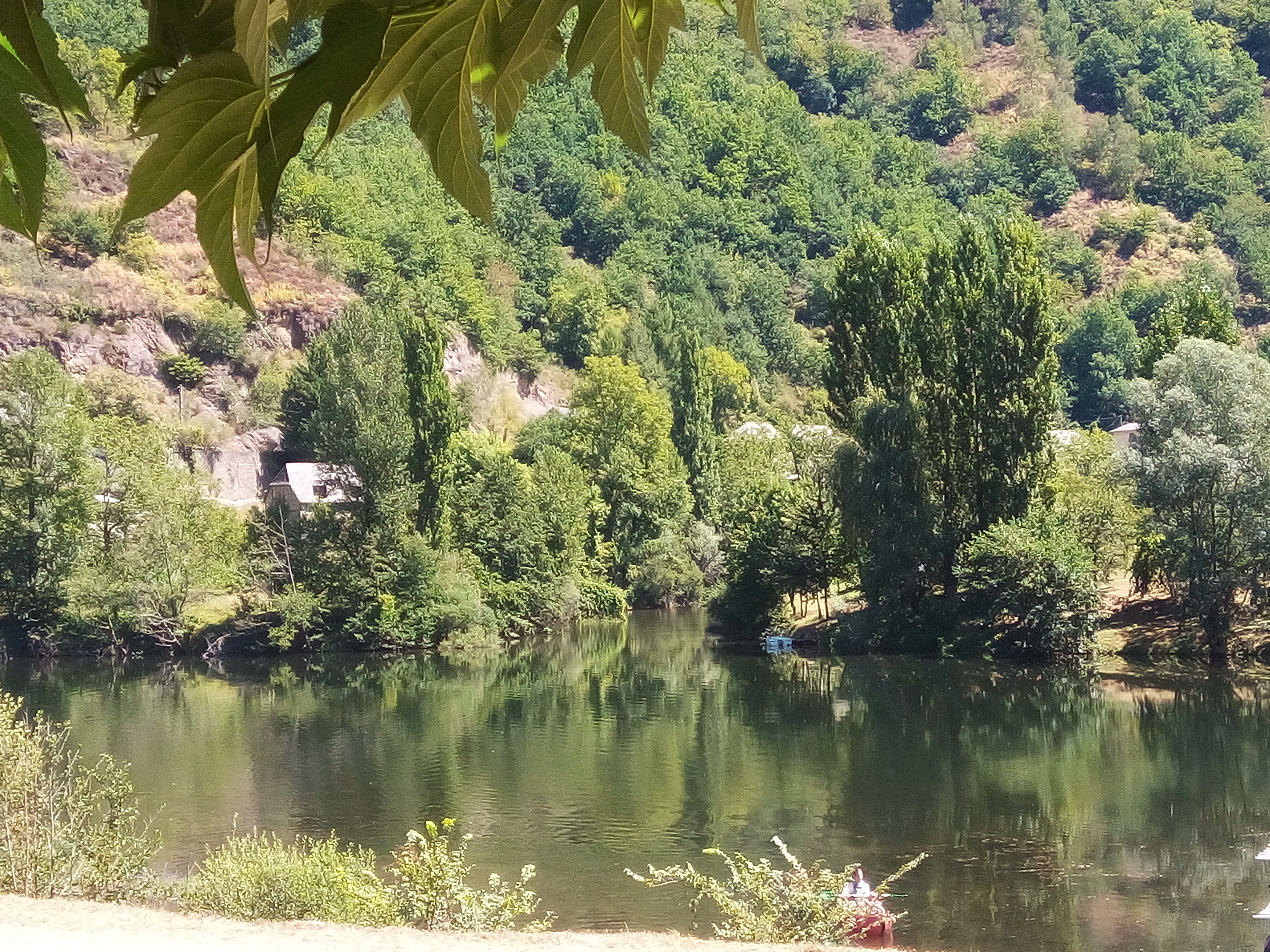
Le Dourdou se jette dans le Lot à Grand-Vabre.

## Hydrologie
Le Dourdou de Conques est une rivière fort peu régulière. 

### Le Dourdou de Conques à Conques
Son débit a été observé durant une période de 35 ans (1974-2008), à Conques, localité du département de l'Aveyron située peu avant son confluent avec le Lot . La surface ainsi étudiée est de 521 km2, soit 95 % de la totalité du bassin versant du cours d'eau.
Le module de la rivière à Conques est de 7,47 m3/s.
Le Dourdou présente des fluctuations saisonnières de débit très marquées, comme bien des cours d'eau du bassin de la Garonne. Les hautes eaux se déroulent de la fin de l'automne jusqu'au début du printemps, et se caractérisent par des débits mensuels moyens allant de 10,4 à 14,4 m3/s, de décembre à avril inclus (avec un maximum en février). À partir de la fin du mois de mai, le débit diminue rapidement jusqu'aux basses eaux d'été qui ont lieu de juillet à septembre, entraînant une  baisse du débit mensuel moyen jusqu'au plancher de 0,92 m3/s au mois d'août. Mais ces moyennes mensuelles occultent des fluctuations plus prononcées sur de courtes périodes ou selon les années.

### Étiage ou basses eaux

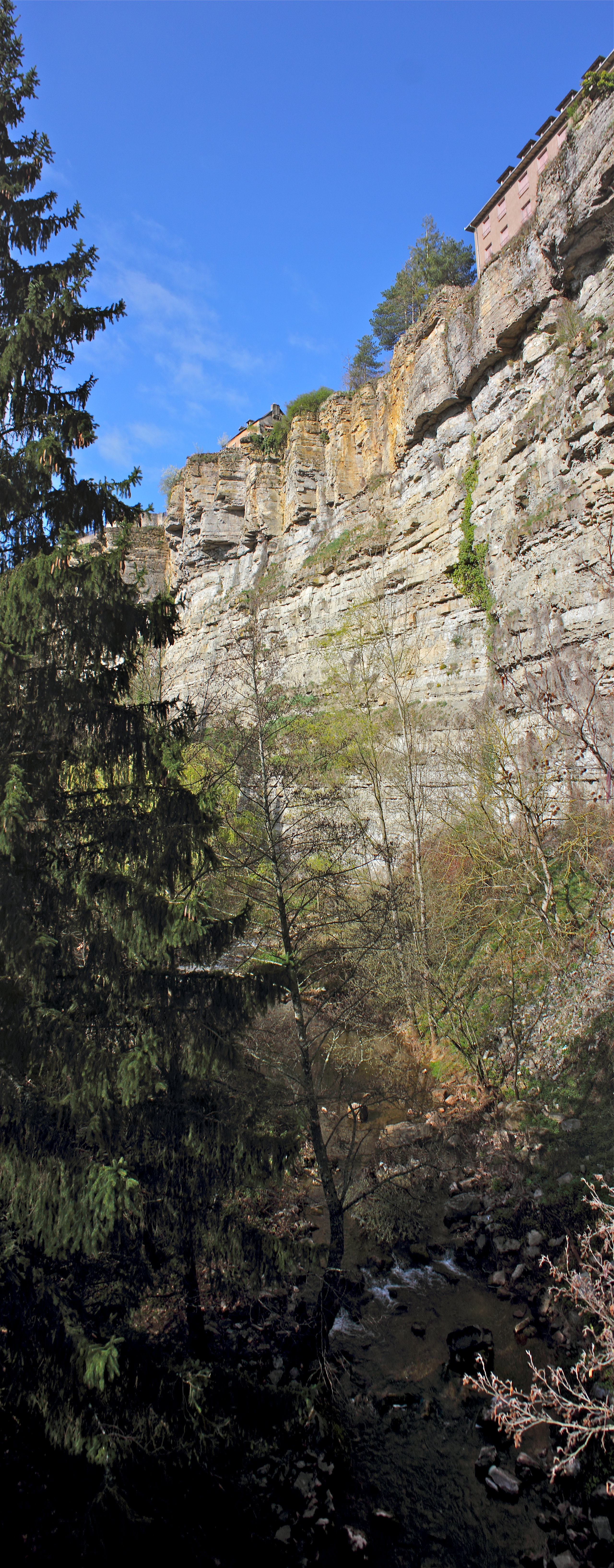
Trou de Bozouls.

Aux étiages, le VCN3 peut chuter jusque 0,110 m3/s en cas de période quinquennale sèche, ce qui doit être considéré comme très sévère, le cours d'eau perdant alors plus de 98 % de son débit moyen.

### Crues
Les crues peuvent être très importantes, situation de presque tous les cours d'eau de la partie méridionale du massif central. Les QIX 2 et QIX 5 valent respectivement 120 et 170 m3/s. Le QIX 10 est de 200 m3/s, le QIX 20 de 230 m3/s, tandis que le QIX 50 se monte à 270 m3/s.
Le débit instantané maximal enregistré à Conques a été de 296 m3/s le 3 décembre 2003, tandis que la valeur journalière maximale était de 214 m3/s le 14 décembre 1981. En comparant la première de ces valeurs à l'échelle des QIX de la rivière, il apparaît que cette crue dépassait la valeur de crue déterminée par le QIX 50 et était donc très exceptionnelle.

### Lame d'eau et débit spécifique
Le Dourdou est une rivière abondante. La lame d'eau écoulée dans son bassin versant est de 454 mm annuellement, ce qui est largement supérieur à la moyenne d'ensemble de la France (plus ou moins 320 mm/an). C'est également légèrement supérieur à la moyenne du bassin du Lot (446 mm/an). Le débit spécifique (ou Qsp) atteint 14,3 l par seconde et par kilomètre carré de bassin.

## Sites à voir
- le site géomorphologique spectaculaire dit « Trou de Bozouls » ou « Gourc d'Enfer », méandre encaissé dans le calcaire du Causse Comtal autour duquel est installée la petite ville de Bozouls.
- Conques
- Rodelle
- Villecomtal
- le château de la Servayrie, sur la commune de Mouret
- le moulin de Sahnes, sur la commune de Saint-Cyprien-sur-Dourdou
- le site classé de Conques et les gorges du Dourdou[3]